# Paititi Terra
La Paititi Terra è una struttura geologica della superficie di Titano.